# Al-Karim, Syria
Al-Karim (tiếng Ả Rập: الكريم) là một ngôi làng ở phía bắc Syria nằm trong phó huyện Qalaat al-Madiq thuộc huyện Al-Suqaylabiyah ở tỉnh Hama. Theo Cục Thống kê Trung ương Syria (CBS), al-Karim có dân số 2.879 trong cuộc điều tra dân số năm 2004. Cư dân của nó chủ yếu là Alawites.